# Мезогнатизм

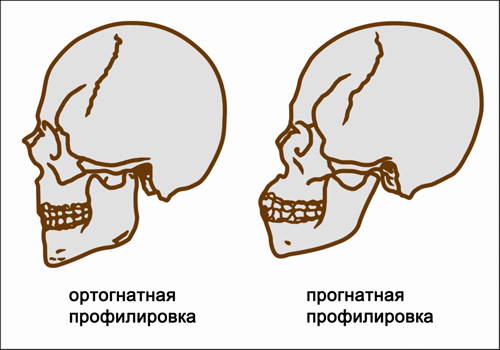
Варианты профилировки лица (по Е. Н. Хрисанфовой и И. В. Перевозчикову)

Мезогнати́зм (от др.-греч. μέσος «средний, промежуточный» и γνάθος «челюсть») — средняя степень выступания носовой и альвеолярной частей лица, а также лица в целом в вертикальной плоскости. Является одним из вариантов вертикальной профилировки лица, при которой размещение лицевого скелета по отношению к мозговой части черепа определяется при взгляде в профиль. Занимает промежуточное положение между ортогнатизмом (слабой степенью выступания лица) и прогнатизмом (сильной степенью выступания лица). Мезогнатизм, как и другие размеры и признаки строения головы (и черепа), определяется при помощи таких методик измерений, как кефалометрия и краниометрия. Лицевой угол при мезогнатизме составляет от 80° до 84,9°.
Мезогнатизм наряду с ортогнатизмом и прогнатизмом относится к одним из основных антропологических признаков в расоведении, которые характеризуют расы первого порядка, или большие, расы. Мезогнатизм характерен в первую очередь для представителей промежуточных и переходных рас — восточноафриканской (эфиопской), полинезийской и южноиндийской, а также для выделяемых некоторыми антропологами в большую расу американоидов. Кроме этого, мезогнатизм встречается в некоторых популяциях монголоидной расы. Ортогнатизм характерен прежде всего для европеоидной расы и отчасти для монголоидов. Прогнатизм в основном встречается у представителей негроидной и меланезийской рас. У веддо-австралоидов профилировка лица различается по популяциям от ортогнатной до прогнатной.